# حظر الإمبراطوري
الحظر الإمبراطوري (بالألمانية: Reichsacht) شكلاً من أشكال النبذ في الإمبراطورية الرومانية المقدسة في أوقات مختلفة، كان يمكن إعلانه من قبل الإمبراطور الروماني المقدس أو من قبل الرايخستاغ الإمبراطوري أو من قبل محاكم مثل رابطة المحكمة المقدسة (Vehmgericht) أو محكمة الإمبراطورية العليا (Reichskammergericht).
كان الأشخاص الذين يقع عليهم الحظر الإمبراطوري، المعروفون باسم المنبوذون (Geächtete) (ومنذ حوالي القرن السابع عشر يُطلق عليهم بشكل عام Vogelfreie، أي "خارج عن القانون")؛ يفقدون كل حقوقهم وممتلكاتهم، وكان يُعتبرون قانونياً أمواتاً، ويسمح لأي شخص بسرقتهم أو إيذائهم أو قتلهم دون تحمل أي عواقب قانونية، وكان الحظر الإمبراطوري يتبع تلقائياً الحرمان من تناول القربان المقدس (الحرمان الكنسي)؛ وكان يشمل أيضاً إلى كل من يقدم المساعدة لشخص تحت الحظر الإمبراطوري.
كان بإمكان من وقع عليهم الحظر إلغاء الحظر إذا خضعوا للسلطة القانونية، أما 'الحظر الشديد (Aberacht)، وهي نسخة أشد من الحظر الإمبراطوري، فلا يمكن إلغاؤها.
في بعض الأحيان كان يُفرض الحظر الإمبراطوري على مجموعات كاملة في الدولة الإمبراطورية، وفي هذه الحالة كان بإمكان الدول الأخرى مهاجمتها ومحاولة غزوها، وكانت نتيجة الحظر على مدينة أو دولة إمبراطورية فقدانها للسيادة الإمبراطورية المباشرة ووجود حكم ثاني لها مستقبلًا بجانب الإمبراطور.
من أشهر الأشخاص الذين وقع عليهم الحظر الإمبراطوري:
- 1180 - هنري الأسد لرفضه تقديم الدعم العسكري للإمبراطور فريدرش الأول ضد مدن الرابطة اللومباردية.

- 1225 - الكونت فريدرش من إيزنبيرغ لقتله قريبه إنغلبرت الثاني من بيرغ رئيس أساقفة–ناخب كولونيا.

- 1235 - الملك هاينريش السابع الألماني لتمرده على والده الإمبراطور فريدرش الثاني.

- 1276 - الملك أوتوكار الثاني البوهيمي لعصيان رودولف الأول ملك ألمانيا.

- 1309 - الدوق يوهان القاتل لقتله عمه الملك ألبرت الأول ملك ألمانيا.

- 1415 - فريدرش الرابع دوق النمسا لمساعدته في فرار البابا المزيف يوحنا الثالث والعشرون أثناء مجمع كونستانس.

- 1512 و1518 - غوتس فون بيرليخينغن، المرة الأولى بتهمة السرقة، والمرة الثانية بتهمة الاختطاف.

- 1521 - مارتن لوثر وأنصاره لادعائهم أن بعض العقائد التي تمارسها الكنيسة الكاثوليكية تتعارض مع الكتاب المقدس أو لا أساس لها فيه، أثناء اجتماع فورمس.

- 1546 - يوهان فريدرش الأول ناخب ساكسونيا وفيليب الأول لاندغراف هسن لقيادتهم الرابطة شمالكالدي المعادية.

- 1566 - فيلهلم فون غرومباخ بسبب التمرد.

- 1621 - فريدرش الخامس ناخب بالاتينات وأنصاره الأمير كريستيان الأول أمير أنهالت-بيرنبيرغ وجورج فريدريك من هوهنلوه-نويشتاين-فايكيرشيم لاستيلائهم على السلطة في مملكة بوهيميا.

- 1706 - ماكسيميليان الثاني إيمانويل ناخب بافاريا وشقيقه جوزيف كليمنس ناخب كولونيا لدعمهم فرنسا أثناء حرب الخلافة الإسبانية (تم رفع الحظر عام 1714).

- 1708 - فرديناندو كارلو غونزاغا دوق مانتوفا ومونتفيراتو لدعمه فرنسا في حرب الخلافة الإسبانية، وتم مصادرة دوقية مانتوفا من قبل الإمبراطور.

- 1793 - غيورغ فورستر لتعاونه مع الجمهورية الفرنسية الأولى.

- كان الحظر الإمبراطوري الذي فرضه الإمبراطور رودولف الثاني على مدينة دوناوفورث بعد أعمال شغب مناهضة للكاثوليكية، اعتبرت واحدة من الحوادث التي أدت إلى حرب الثلاثين عامًا.

- كان الحظر الإمبراطوري على بريمن مقدمة لـ هجوم السويد على بريمن عام 1654.